# Apagy megállóhely
Apagy megálló-rakodóhely a MÁV vasúti megállóhelye a Szabolcs-Szatmár-Bereg vármegyei Apagy községben. A belterület déli részén található, közúti elérését a 41-es főút és a 4103-as út körforgalmú csomópontjából délnek kiágazó 41 317-es számú mellékút biztosítja.

## Vasútvonalak
Az állomást az alábbi vasútvonalak érintik:
- Nyíregyháza–Vásárosnamény-vasútvonal

## Kapcsolódó állomások
A vasútállomáshoz az alábbi állomások vannak a legközelebb:
- Napkor megállóhely (Nyíregyháza–Vásárosnamény-vasútvonal)
- Levelek-Magy megállóhely (Nyíregyháza–Vásárosnamény-vasútvonal)

## Forgalom
| Járat        | Útvonal | Gyakoriság   |
| ------------ | --- | ------------ |
| személyvonat | Nyíregyháza – Nyíregyháza külső – Oros – Napkor – Apagy – Levelek-Magy – Ófehértó – Ligettanya – Baktalórántháza – Vaja-Rohod – Rákóczitanya – Nyírmada – Vásárosnamény külső – Vásárosnamény | 2-3 óránként |